# Benjamin Lax
Benjamin Lax (* 29. Dezember 1915 in Miskolc, Österreich-Ungarn; † 21. April 2015) war ein austroamerikanischer experimenteller Festkörperphysiker.

## Leben
Lax machte 1941 seinen Bachelor-Abschluss in Maschinenbau an der Cooper Union in New York, war im Zweiten Weltkrieg bei der US-Armee, wobei er es vom US Army Signal Corps bis zum Radiation Laboratory des Massachusetts Institute of Technology (MIT) brachte, wo er an der Radarentwicklung arbeitete. Ab 1951 war er Wissenschaftler im Lincoln Laboratory des MIT, wo er zunächst die Ferrit-Gruppe leitete, 1955 bis 1957 sowie ab 1958 die Festkörper-Gruppe und 1964 bis 1965 stellvertretender Leiter des Lincoln Laboratory war. 1960 bis 1981 war er auch Leiter des Francis Bitter Magnet Laboratory. Ab 1965 war er Professor am MIT. 1986 wurde er emeritiert.
In den 1950er Jahren untersuchte er unter anderem die Bandstruktur mit Zyklotronresonanz. Lax' theoretische Arbeiten waren wichtig für die Experimente zum Halbleiterlaser, die 1962 am Lincoln Lab unter seiner Leitung begonnen wurden. Neben dem dortigen Team (unter Robert Rediker) arbeiteten auch Forscher bei General Electric und IBM an diesem Thema, wobei Robert Noel Hall von General Electric die erste Demonstration gelang. Nach Lax' Worten war das Team am Lincoln Lab gestartete Projekt das erste und leistete die  Pionierarbeit, auch wenn sie am Ende von IBM und General Electric geschlagen wurden.
1960 erhielt er den Oliver E. Buckley Condensed Matter Prize. 1962 wurde er in die American Academy of Arts and Sciences gewählt, seit 1969 war er Mitglied der National Academy of Sciences.